# 50 Shades of Colours
50 Shades of Colours è un singolo della cantante, attrice e conduttrice televisiva italiana Lodovica Comello, pubblicato nel maggio 2017.

## Tracce
- Download digitale

1. 50 Shades of Colours – 3:18

## Video
Il videoclip della canzone è stato diretto da Gaetano Morbioli e girato a Roma, presso il Parco Divertimenti Cinecittà World.